# Pieve di Ledro
Pieve di Ledro est une ancienne commune italienne, maintenant une frazione de Ledro, dans la province autonome de Trente dans la région du Trentin-Haut-Adige dans le nord-est de l'Italie. 
Le 1er janvier 2010, Pieve di Ledro a fusionné avec cinq commune voisines (Bezzecca, Concei, Molina di Ledro, Tiarno di Sopra et Tiarno di Sotto) pour former la nouvelle commune de Ledro, à la suite du référendum du 30 novembre 2008,, dont les résultats ont été officialisés dans la loi N° 1/2009 du 13 mars 2009 de la région Trentin-Haut-Adige.

## Histoire
- Bataille de Pieve di Ledro